# エルヴ
エルヴ（フランス語: Fromage de Herveまたは単にHerve）は、ベルギーのワロン地域のエルヴ高原で生産されるウォッシュチーズ。2015年時点で、ベルギーで唯一EUの原産地名称保護制度における保護原産地呼称(PDO)認証を受けているチーズである。ベルギーで最も有名なチーズとも評される。ウォッシュチーズではあるが、洗う際に塩水だけでなく、ビールやジンを使うケースもある。本項ではエルヴと同じタイプのチーズであるルムドゥーについても記述する。
起源は16世紀とも13世紀ともいわれる。
開封したときの匂いは強烈。未熟成のうちは甘いが熟成が進むと辛みを帯び、こうなると味が濃くなるので、ライ麦パンとビールのセットとともに食すのが一般的。他に定番とされるのは、パンにのせてのリンゴや洋梨のシロップ（リエージュシロップというこの地方特産のジャムのようなもの）をかけるという組み合わせもある。伝統的にはコーヒー、ポートワイン、リキュールと合わせる。

## ルムドゥー
エルヴと同じタイプのチーズに、ルムドゥーがある。『世界のチーズ図鑑』によれば、エルヴの400グラムタイプのうち、8週間熟成したものを特にそう呼ぶとしている。一方、『チーズの選び方 楽しみ方』によればこれは単純に古称であり、400グラムの立方体形状のものを指すとしている。